# Salomeea
Salomeea (/səˈloʊmiː/; în greacă Σαλώμη; în ebraică שלומית, asemănător cu שָׁלוֹם: shalom, „pace”; anii 10 - anii 60   d.Hr.), fiica lui Irod al II-lea și a Irodiadei, este cunoscută din relatările din Noul Testament, unde apare ca o fiică nenumită a Irodiadei, și dintr-o relatare a lui Iosephus Flavius, în care fiica Irodiadei este numită Salomeea. În Noul Testament ea este menționată ca fiica vitregă a lui Irod Antipa, care a cerut și primit capul tăiat al lui Ioan Botezătorul. Potrivit lui Iosephus, ea a fost căsătorită mai întâi cu unchiul ei, Filip Tetrarhul, după moartea căruia (34 d.Hr.) s-a căsătorit cu verișorul ei, Aristobul din Chalcis, devenind astfel regină a Chalcisului și a Armeniei Minor.
Relatarea evanghelică a dansului ei la petrecerea de sărbătorire a zilei de naștere a tatălui său vitreg, care a poruncit decapitarea lui Ioan Botezătorul la cererea ei, a inspirat opere artistice, literare și muzicale o lungă perioadă de timp. Mai mulți pictori au reprezentat această scenă, printre care Tițian și Gustave Moreau. Piesa eponimă a lui Oscar Wilde, precum și opera muzicală ulterioară a lui Richard Strauss, se numără printre realizările literare și muzicale care au încercat să o înfățișeze. Personajul a apărut și în film, ca de exemplu în filmul Salomeea (1953), cu Rita Hayworth în rolul principal.

## Relatări în diferite surse din secolul I
Salomeea este identificată în mod obișnuit ca fiica Irodiadei care, potrivit Noului Testament (Marcu 6: 17–29 și Matei 14: 3–11), a dansat pentru Irod Antipa. În lucrarea istorică Antichități iudaice, Iosephus Flavius menționează căsătoriile și copiii Salomeei, fiica Irodiadei.

### Noul Testament
Conform pasajului biblic Marcu 6: 21–29, o fiică a Irodiadei a dansat înaintea regelui Irod Antipa la petrecerea de sărbătorire a zilei sale de naștere și, făcând acest lucru, i-a oferit mamei sale posibilitatea de a obține capul lui Ioan Botezătorul. Deși relatările Noului Testament nu menționează numele fetei, această fiică a Irodiadei este identificată adesea ca Salomeea. Potrivit Evangheliei după Marcu, Irodiada îl dușmănea pe Ioan pentru că a afirmat că însoțirea lui Irod cu ea încălca legea evreiască; ea a încurajat-o pe fiica ei să ceară ca Ioan să fie executat.
În Evanghelia după Marcu (6: 21–28) se află următoarea relatare:
Și fiind o zi cu bun prilej, când Irod, de ziua sa de naștere, a făcut ospăț dregătorilor lui și căpeteniilor oștirii și fruntașilor din Galileea. Și fiica Irodiadei, intrând și jucând, a plăcut lui Irod și celor ce ședeau cu el la masă. Iar regele a zis fetei: „Cere de la mine orice vei voi și îți voi da”. Și s-a jurat ei: „Orice vei cere de la mine îți voi da, până la jumătate din regatul meu”. Și ea, ieșind, a zis mamei sale: „Ce să cer?” Iar Irodiada i-a zis: „Capul lui Ioan Botezătorul”. Și intrând îndată, cu grabă, la rege, i-a cerut, zicând: „Vreau să-mi dai îndată, pe tipsie, capul lui Ioan Botezătorul”. Și regele s-a mâhnit adânc, dar pentru jurământ și pentru cei ce ședeau cu el la masă, n-a voit s-o întristeze. Și îndată trimițând regele un paznic, a poruncit a-i aduce capul. Și acela, mergând, i-a tăiat capul în temniță, l-a adus pe tipsie și l-a dat fetei, iar fata l-a dat mamei sale.
Un pasaj paralel se află în Evanghelia după Matei (14: 6–11):
Iar prăznuind Irod ziua lui de naștere, fiica Irodiadei a jucat în mijloc și i-a plăcut lui Irod. De aceea, cu jurământ i-a făgăduit să-i dea orice va cere. Iar ea, îndemnată fiind de mama sa, a zis: „Dă-mi, aici pe tipsie, capul lui Ioan Botezătorul”. Și regele s-a întristat, dar, pentru jurământ și pentru cei care ședeau cu el la masă, a poruncit să i se dea. Și a trimis și a tăiat capul lui Ioan, în temniță. Și capul lui a fost adus pe tipsie și a fost dat fetei, iar ea l-a dus mamei sale.
 Unele versiuni grecești antice ale Evangheliei după Marcu conțin traducerea „fiica lui Irod, Irodiada” (mai degrabă decât „fiica Irodiadei”). Cercetătorii care au studiat aceste texte antice credeau că atât mama, cât și fiica purtau același nume. În orice caz, Biblia Vulgata latină traduce pasajul așa cum este mai sus, iar Părinții Bisericii Apusene au avut, prin urmare, tendința de a se referi la Salomeea ca „fiica Irodiadei” sau doar „fata”. Cu toate acestea, din moment ce ea nu este de altfel numită în Biblie, ideea că atât mama, cât și fiica se numeau Irodiada a câștigat o anumită răspândire în Europa premodernă.
Fiica Irodiadei nu este, probabil, mironosița Salomeea, care a asistat la Răstignirea lui Isus, așa cum se relatează în Marcu 15:40. Cu toate acestea, Cartea învierii lui Iisus Hristos, lucrare apocrifă atribuită apostolului Bartolomeu, o menționează pe „Salomeea ispititoarea” printre femeile care au mers la mormântul gol, reflectând probabil o tradiție timpurie că Salomeea, fiica Irodiadei, se afla la mormânt.

### Iosephus Flavius
Salomeea este menționată ca fiica vitregă a lui Irod Antipa în lucrarea istorică Antichități iudaice a lui Iosephus Flavius (Cartea XVIII, Capitolul 5, 4): 
 Irodiada, [...], a fost căsătorită cu Irod, fiul lui Irod cel Mare, care s-a născut din Mariamne, fiica marelui preot Simon, și a avut o fiică, Salomeea; după nașterea ei Irodiada a luat-o cu ea pentru a încurca legile țării noastre și a divorțat de soțul ei în timp ce el era în viață și s-a căsătorit cu Irod, fratele soțului ei din partea tatălui, care era tetrarh al Galileii; dar fiica ei, Salomeea, s-a căsătorit cu Filip, fiul lui Irod și tetrarhul Trachonitei; și când el a murit fără copii, Aristobul, fiul lui Irod, fratele lui Agrippa, s-a căsătorit cu ea; ei au avut trei fii: Irod, Agrippa și Aristobul; 
 Potrivit enciclopediei Dictionary of Greek and Roman Antiquities a lui William Smith: 
1. ↑  Irod, fiul lui Irod cel Mare și al Mariamnei, primul soț al Irodiadei: Irod Filip (I), a.k.a. Irod al II-lea
2. ↑  Filip, tetrarh al (Itureei și) Trahonitidei, fiul lui Irod (cel Mare), primul soț al Salomeei: Filip Tetrarhul
3. ↑  Aristobul, fiul lui Irod (de Chalcis), al doilea soț al Salomeei: Aristobul de Chalcis
4. ↑  Irod, fratele lui (Irod) Agrippa, tatăl lui Aristobul (de Chalcis): Irod de Chalcis

### Monede
Au fost găsite câteva monede cu portretele lui Aristobulus și Salomeea.

## Salomeea în arte

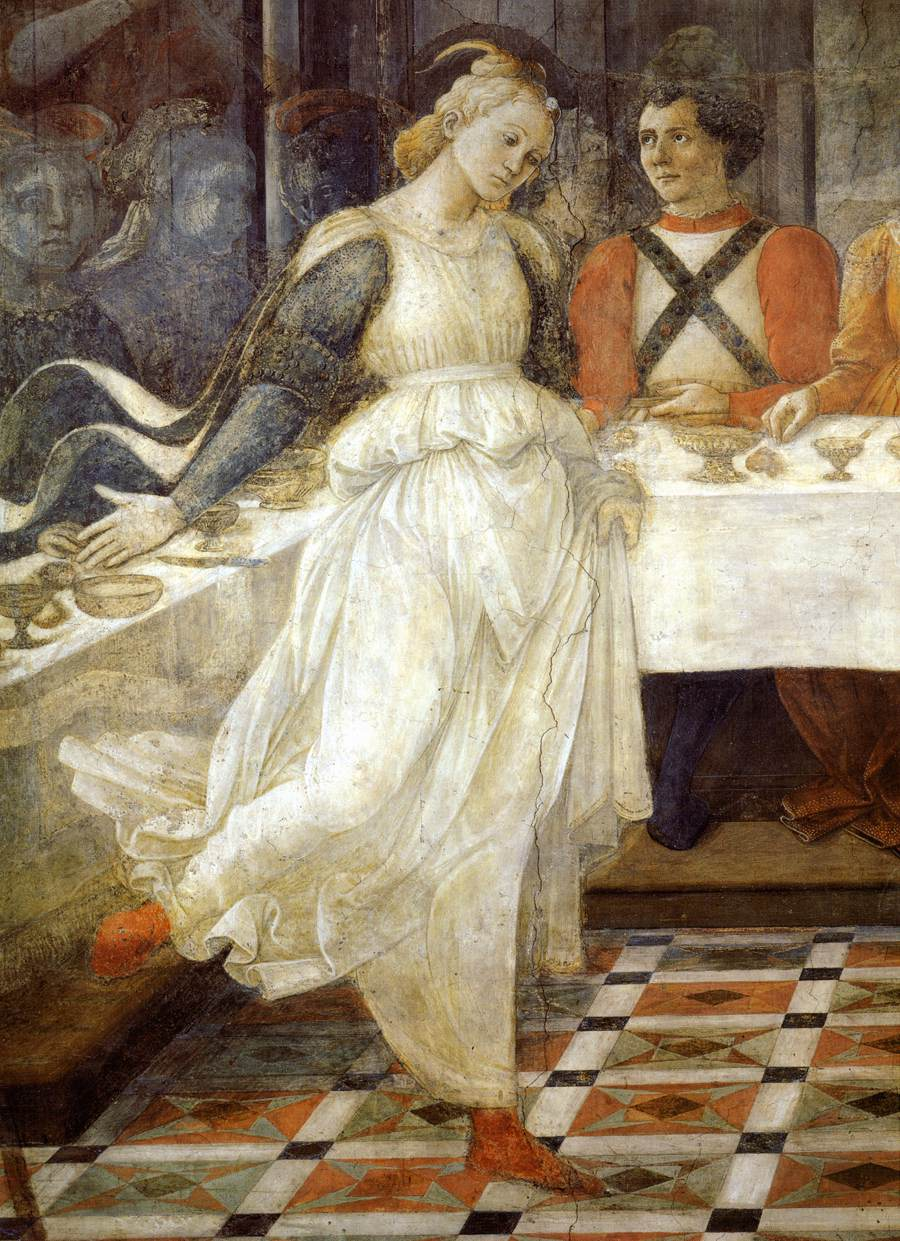
Banchetul lui Irod (detaliu) de Fra Filippo Lippi (secolul al XV-lea)

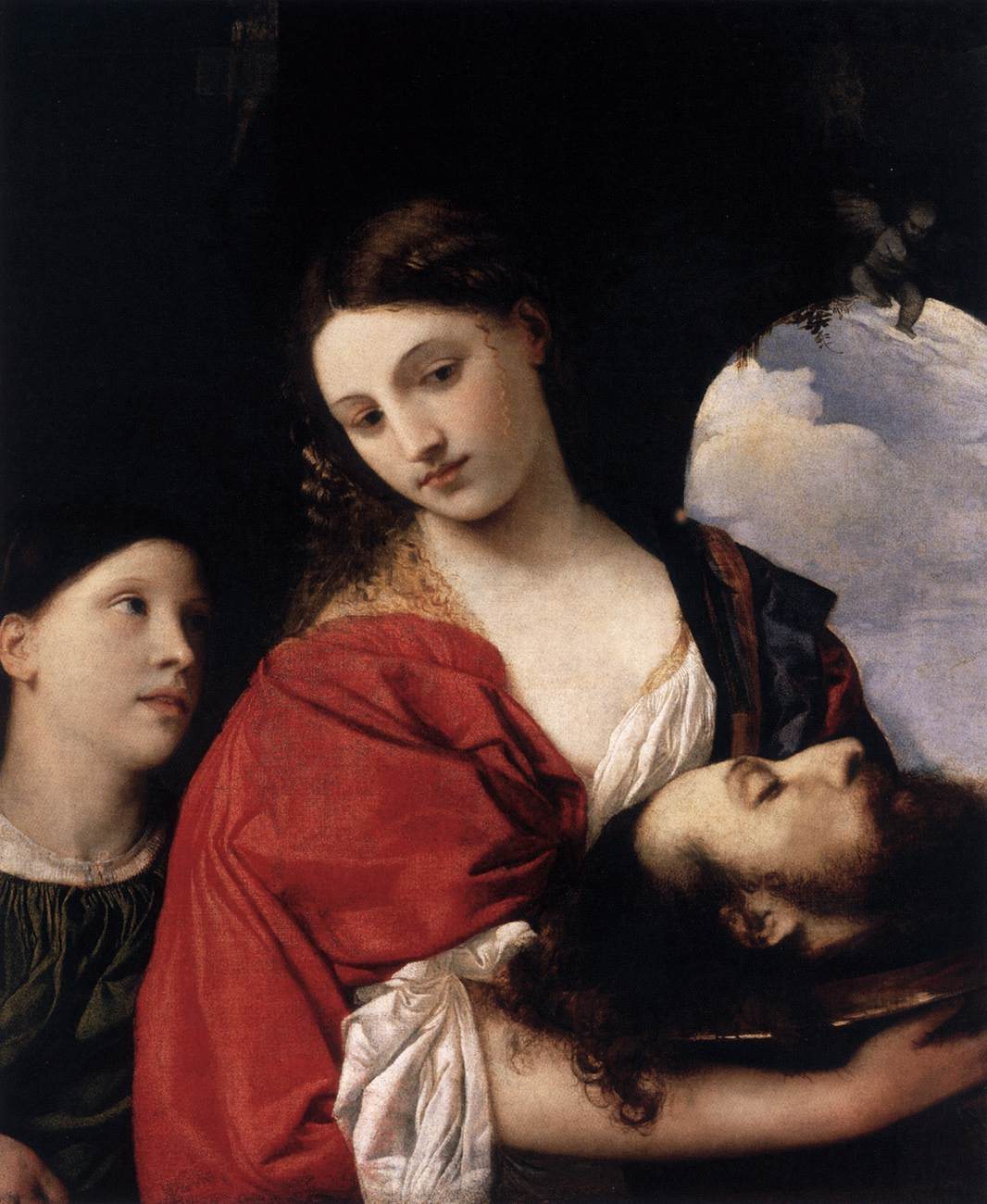
Salomeea, pictură realizată de Tițian, c 1515 (Galleria Doria Pamphilj, Roma)

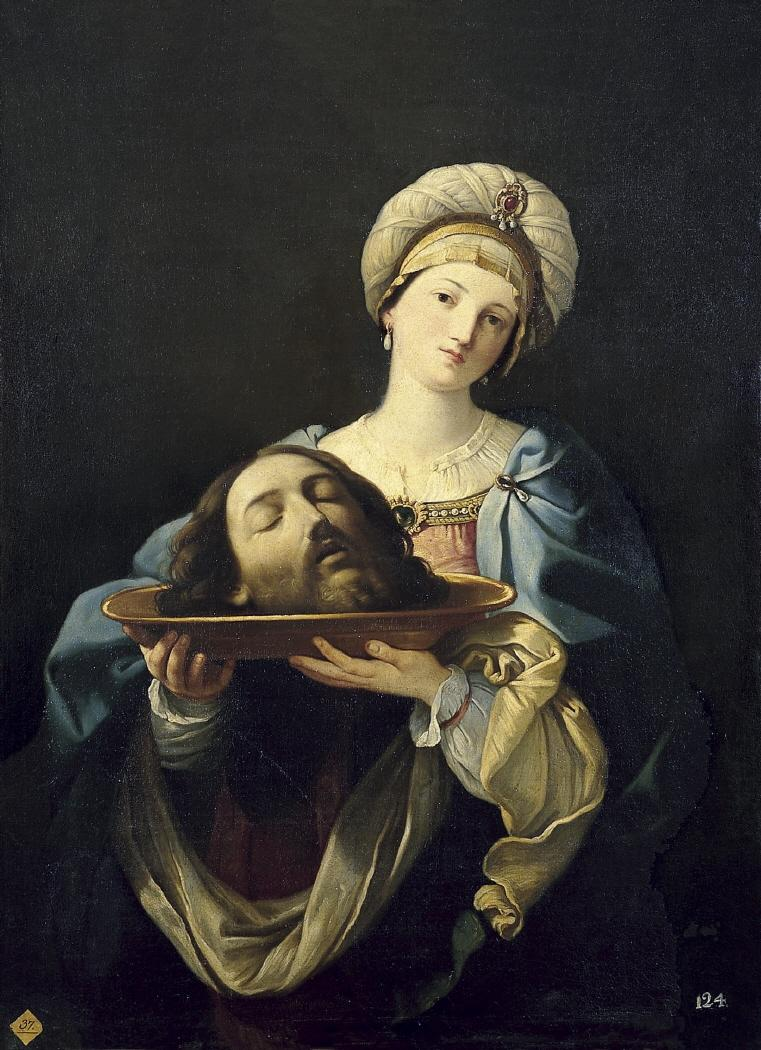
Salomeea cu capul Botezătorului, 1761, Mariano Salvador Maella

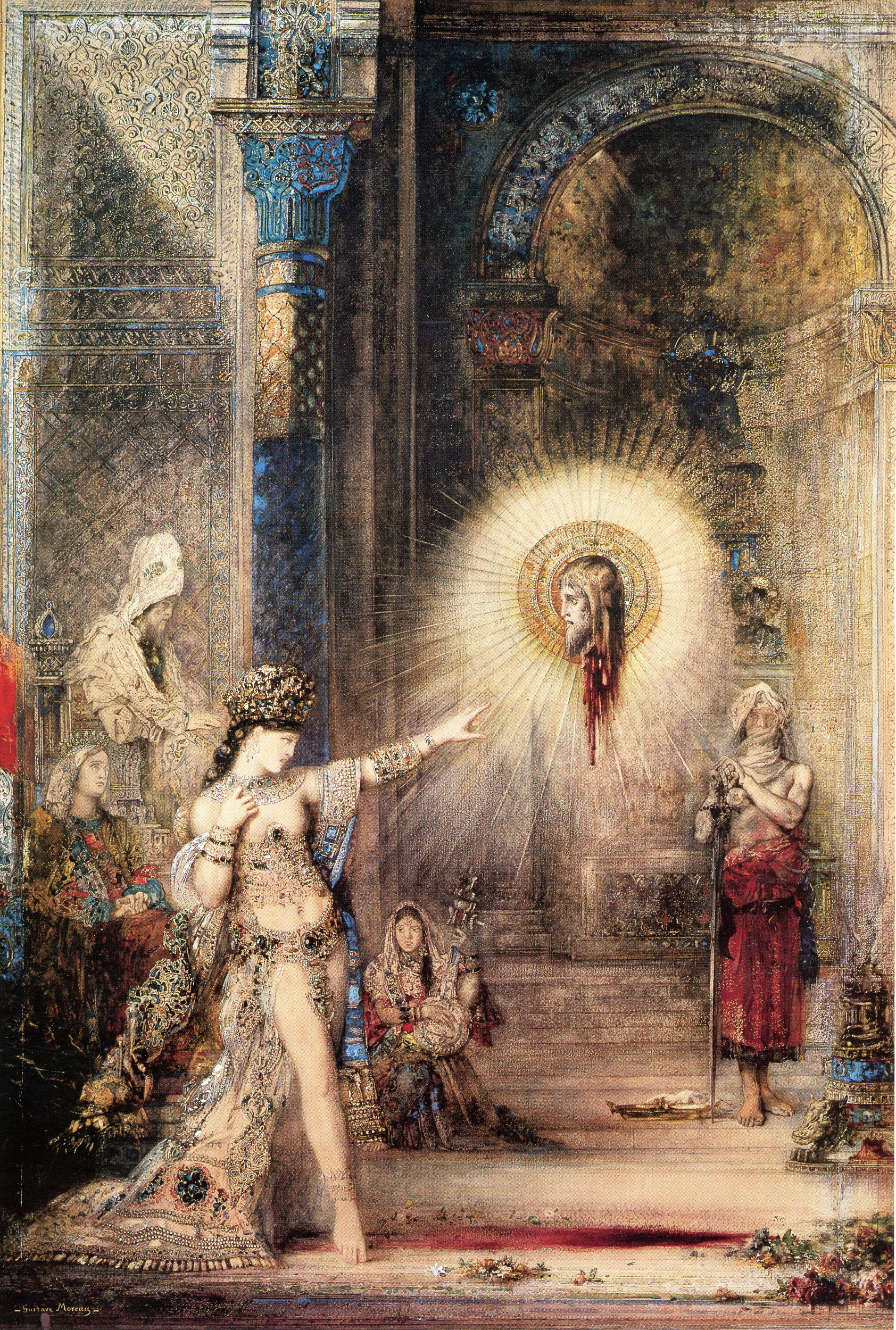
Salomeea și apariția capului Botezătorului, acuarelă de Gustave Moreau (1876)

Povestea dansului ei în fața lui Irod cu capul lui Ioan Botezătorul pe o tipsie de argint i-a determinat pe artiștii creștini medievali să o înfățișeze ca o personificare a femeii lascive, o ispititoare care îi ademenește pe bărbați și-i îndepărtează de mântuire.
În ciuda relatării lui Iosephus, ea nu a fost numită în mod constant Salomeea până în secolul al XIX-lea, când Gustave Flaubert (inspirându-se din scrierile lui Iosephus) s-a referit la ea ca „Salomeea” în nuvela sa „Irodiada”.

### Pictură și sculptură
Această poveste biblică a fost multă vreme favorita pictorilor. Printre pictorii care au realizat reprezentări cunoscute ale Salomeei se numără Masolino da Panicale, Filippo Lippi, Benozzo Gozzoli, ucenicii lui Leonardo da Vinci Andrea Solario și Bernardino Luini, Lucas Cranach cel Bătrân, Tițian, Caravaggio, Guido Reni, Fabritius, Henri Regnault, Georges Rochegrosse, Gustave Moreau, Lovis Corinth și Federico Beltran-Masses.
Versiunea lui Tițian (c.1515) subliniază contrastul dintre chipul fecioresc inocent și capul retezat cu brutalitate. Din cauza servitoarei de lângă ea, această pictură a lui Tițian, la fel ca și altele cu o temă similară, este considerată, de asemenea, Iudita cu capul lui Olofern. Spre deosebire de Salomeea, care nu este numită în Biblia creștină, Iudita este o patrioată mitică iudeo-creștină a cărei poveste este poate mai puțin psihologică și, întrucât era văduvă, nu poate avea un chip fecioresc și nici nevinovat în reprezentările artistice.

În versiunea lui Moreau, figura Salomeei este emblematică pentru genul femme fatale, o figură de stil la modă a decadenței fin-de-siecle. În romanul À rebours (1884), francezul Joris-Karl Huysmans descrie astfel reprezentarea Salomeei în pictura lui Moreau: 
 Ea nu mai era doar fata dansatoare care stoarce un strigăt de poftă și concupiscență de la un bătrân prin contorsionările lascive ale corpului ei; care înfrânge voința și stăpânește mintea unui rege prin spectacolul sânilor ei fremătători, pântecelui zgâlțâit și coapselor zvârcolite; ea a fost dezvăluită acum ca întruparea simbolică a viciului străvechi universal, zeița Isteriei nemuritoare, Blestemul Frumuseții supreme deasupra tuturor celorlalte frumuseți prin spasmul cataleptic care îi încinge carnea și îi oțelește mușchii, - o Bestie monstruoasă a Apocalipsei, indiferentă, iresponsabilă, insensibilă și otrăvitoare. 

### Muzică vocală sacră
Salomeea apare ca personaj în oratoriul S. Giovanni Battista (Sf. Ioan Botezătorul), compus în 1676 de Alessandro Stradella, care include aria „Queste lagrime e sospiri” pe care o cântă personajul Salomeea.

### Teatru și literatură
În 1877 a fost publicat volumul Trei povestiri al lui Gustave Flaubert, care conținea și povestirea „Irodiada”. În această povestire, responsabilitatea deplină pentru moartea lui Ioan Botezătorul îi aparține mamei Salomeei, Irodiada, și preoților care se tem de autoritatea sa religioasă. Salomeea însăși este prezentată ca o fată tânără care uită numele bărbatului al cărui cap îl cere. Opera Hérodiade (1881) a lui Jules Massenet a fost inspirată de povestirea lui Flaubert.
Salomeea apare ca o personificare a plăcerii lui Carl Jung în Cartea Roșie. Prin analiza viselor și imaginația activă, ea este văzută ca „fiica lui Ilie”: o relație non-istorică și mai degrabă metafizică și simbolică între Plăcerea/Salomeea și Gândirea/Ilie în care una nu poate funcționa corect fără cealaltă.
Prin interacțiunile sale cu Salomeea, Jung află cum și-a neglijat partea sentimental-emoțională a personalității sale și conștientizează dificultățile de a accepta acea parte a sinelului pe care a suprimat-o.

#### Piesa lui Oscar Wilde
Povestea Salomeei a făcut obiectul unei piese simboliste a lui Oscar Wilde, care a fost interzisă prima dată la Londra în 1892, în timpul efectuării repetițiilor, și care a avut ulterior premiera la Paris în 1896, sub titlul francez Salomé. În piesa lui Wilde, Salomeea are o fantezie perversă pentru Ioan Botezătorul și determină executarea lui atunci când Ioan îi respinge afecțiunea. În final, Salomeea ia în mâini capul retezat al lui Ioan și îl sărută.
Deoarece la vremea respectivă legea britanică interzicea reprezentarea personajelor biblice pe scenă, Wilde a scris piesa inițial în limba franceză și apoi a realizat o traducere în limba engleză (intitulată Salome). Pentru acest spectacol Granville Bantock a compus o muzică incidentală, care a fost interpretată în premieră la Court Theatre din Londra, la 19 aprilie 1918.

#### Opere inspirate din piesa lui Wilde
Piesa de teatru Wilde (într-o traducere germană realizată de Hedwig Lachmann) a fost adaptată muzical de Richard Strauss într-o operă cu un singur act. Opera Salomeea, care a avut premiera la Dresda în 1905, este renumită pentru Dansul celor șapte voaluri. Ca și în cazul piesei lui Wilde, ea pune accentul pe acțiunea Salomeei, în timp ce mama ei este doar un personaj secundar, deși opera este mai puțin centrată pe motivațiile lui Irod decât piesa.
La scurt timp după succesul operei lui Strauss, Antoine Mariotte a creat o altă operă inspirată din textul original în limba franceză al lui Wilde, care a avut premiera la 30 octombrie 1908 la Grand Théâtre din Lyon. Această operă a fost repusă în scenă abia în 2005 la Festivalul de la Montpellier.

#### Poezie
În poemul „Salomeea” (1896) al poetului grec Konstantinos Kavafis, Salomeea a provocat moartea lui Ioan Botezătorul într-o încercare zadarnică de a atrage interesul „unui tânăr sofist care era indiferent la farmecele iubirii”. Atunci când Salomeea îi prezintă capul Botezătorului, sofistul îl respinge, remarcând în glumă: „Dragă Salomeea, mi-ar fi plăcut mai bine să am propriul tău cap”. Luând gluma în serios, Salomeea, infatuată fără speranță, se lasă decapitată, iar capul ei este adus în mod corespunzător sofistului, care totuși îl respinge cu dezgust și se întoarce înapoi la studierea Dialogurilor lui Platon.

### Alte genuri muzicale
Cântece despre Salomeea au fost scrise, printre alții, de Archibald Joyce (1907, 1912), Tommy Duncan (1952), Karel Kryl (1965), Drs. P (1974), John Cale (1978), Kim Wilde (1984), U2 (1990), Andrew Lloyd Webber (1993), Liz Phair (1993), Kurt Elling (1995), Susan McKeown (1995), Mark St. John Ellis ca Elijah's Mantle (1995), Old 97’s (1997), The Changelings (1997), Loudovikos ton Anogeion (1997), The Residents (1998), Enrique Bunbury (1998), Chayanne (1999), Patti Smith (2000), Killing Miranda (2001), „Pills” de Gary Jules (2001), The Booda Velvets (2001), Stormwitch (2004), Flipron (2006), Xandria (2007), Pete Doherty (2009), Saltatio Mortis (2009), 9GOATS BLACK OUT (2009), Justin Vivian Bond (2011), Regina Spektor și Kaya (2012), Behemoth (2014), Wovenhand (2014), Marriages (2015) și Jarvis Cocker (2017).

### Film
Salomeea lui Wilde a fost adaptată adesea în cinematografie, în special în filmul mut Salomeea (1923), cu Alla Nazimova în rolul principal, și în filmul Salome’s Last Dance (1988) al lui Ken Russell, care-i include ca personaje pe Oscar Wilde și pe lordul Alfred Douglas. Steven Berkoff a filmat versiunea scenică proprie a piesei în 1992.
În filmul Sunset Boulevard (1950), personajul principal Norma Desmond este prezentat ca scriind scenariul unui film mut despre legenda Salomeei, încercând să-l convingă pe Cecil DeMille să producă acel film și interpretând o scenă din scenariul ei după ce a înnebunit.

## Legături externe
- Salome: Was the Dancing Daughter of Herodias a Child? | Marg Mowczko
- Video Lecture on Salome de dr. Henry Abramson